# Ютараптор
Ютараптор (лат. Utahraptor; букв. «хижак з Юти») — рід великих м'ясоїдних ящеротазових дромеозаврів, що жили в ранній крейдяний період приблизно від 135 до 130 мільйонів років тому на території сучасних Сполучених Штатів. Рід був описаний у 1993 році американським палеонтологом Джеймсом Кірклендом та його колегами з типовим видом Utahraptor ostrommaysi на основі скам'янілостей, знайдених раніше в Кедровій гірській формації штату Юта. Пізніше було описано багато додаткових зразків, включаючи череп і посткраніальну частину черепа, а також молодих особин.
Це був наземний двоногий хижак з міцною будовою тіла. До нього належить єдиний вид, Utahraptor ostrommaysi. Це найбільший з відомих представників родини Dromaeosauridae, довжиною близько 6—7 метрів і типовою вагою трохи менше 500 кілограмів, хоча деякі екземпляри могли сягати понад 770 кілограмів. Його великі розміри та різноманітні унікальні риси привернули до нього увагу як в масовій культурі, так і в науковій спільноті. Щелепи ютараптора були повні дрібних гострих зубів, які використовувалися разом з великим «вбивчим кігтем» на другому пальці для розправи над здобиччю. Його череп був коробчатий і витягнутий, подібно до інших дромеозаврів, таких як дромеозавр і велоцираптор.
Будучи хижаком, ютараптор був пристосований до полювання на інших тварин екосистеми Кедрової гірської формації, таких як анкілозаври та ігуанодони. Дані фізіології ніг підтримують ідею про те, що ютараптор полював із засідки, на відміну від інших дромеозаврів, які були хижаками-переслідувачами.

## Відкриття

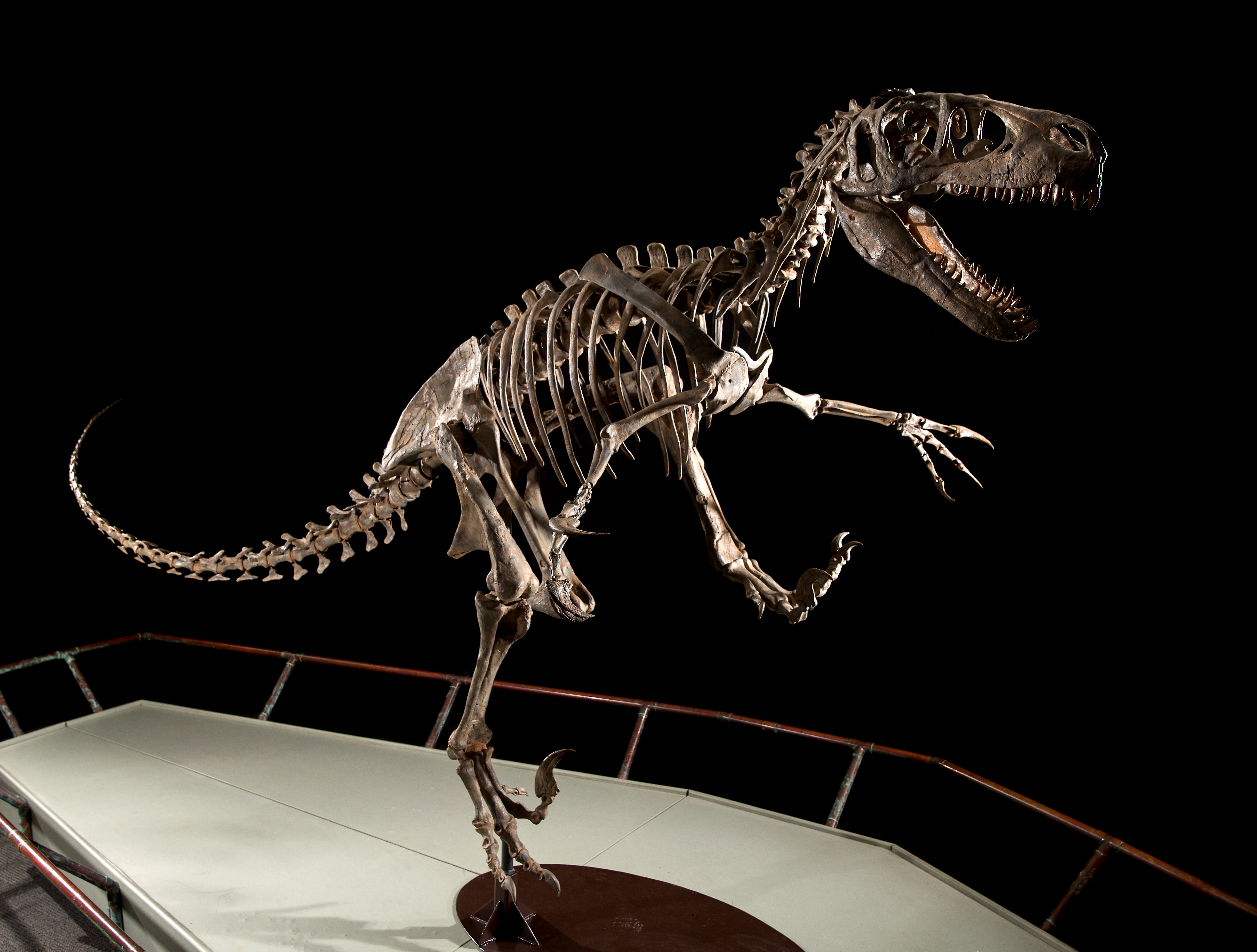
Реконструйований скелет у Палеонтологічному музеї університету Брігама Янга

Палеонтологи Джеймс Кіркланд, Роб Гастон і Дон Бург виявили залишки ящера і дали йому назву «ютараптор» в 1991 р. Знайдені рештки зберігалися в музеї Доісторичного життя при коледжі Землезнавства в Юті. У 1993 р. знамениті американські палеонтологи Джон Остром і Кріс Мейс офіційно затвердили назву «ютараптор», і описали динозавра як Utahraptor ostrommaysi. На цей час перший і єдиний скелет ютараптора змонтований в музеї Доісторичного життя в Юті, а його статуя зустрічає відвідувачів на вході до музею.

## Опис

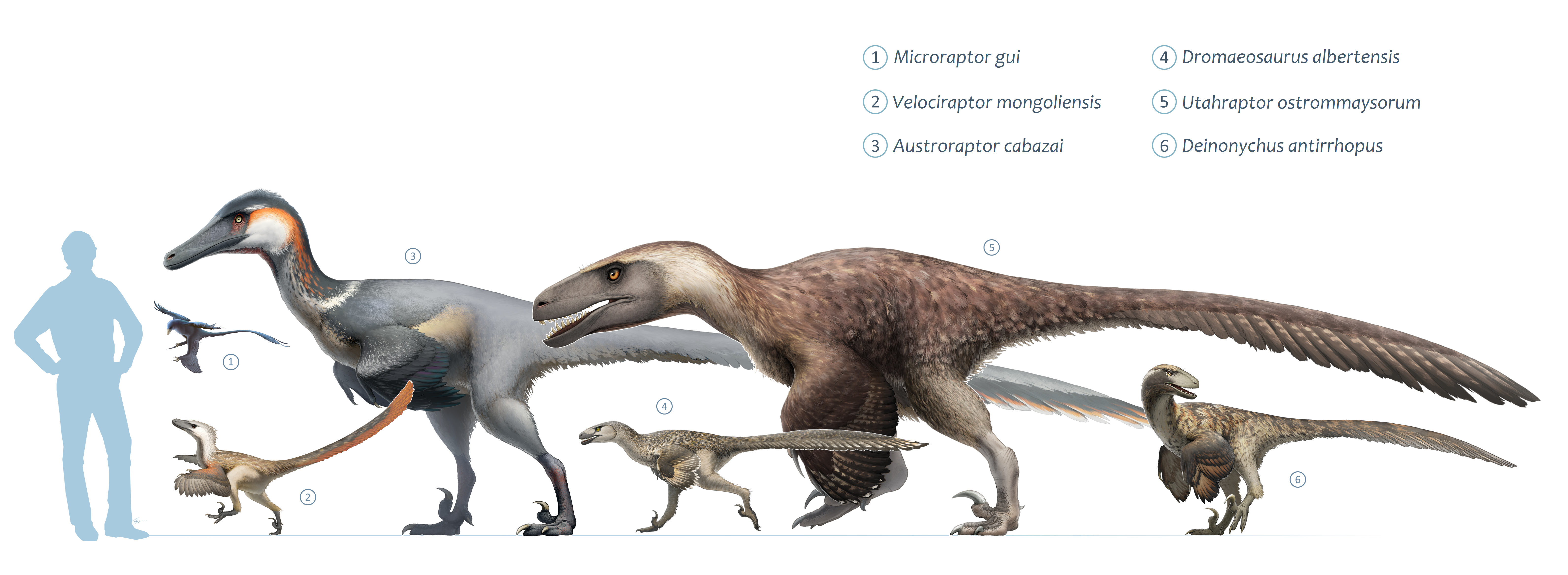
Розміри ютараптора (5) у порівнянні з іншими дромеозаврами та людиною

До відкриття ютараптора вважалося, що дромеозавриди були дрібними тваринами, які досягали не більше 2 м у довжину. Водночас ютараптор, за оцінками, досягав 6—7 м у довжину і мав вагу трохи менше 500 кг, співставну вазі полярного ведмедя. Як і всі дромеозавриди, ютараптор мав на другому пальці кожної із задніх лап великий серпоподібний кіготь, який служив йому основною зброєю. Найближчий з відомих родичів ютараптора — дромеозавр (Dromaeosaurus) з верхньої крейди Північної Америки і ахіллобатор (Achillobator giganticus) з верхньої крейди Монголії.

#### Пір'я
Хоча пір'я ніколи не було знайдено в асоціації зі зразками ютарапторів, існують переконливі філогенетичні докази того, що всі дромеозаври мали їх. Пернатий рід Microraptor є одним з найдавніших відомих дромаеозаврів і є філогенетично більш примітивним, ніж ютараптор. Оскільки мікрораптор та інші дромеозаври мали пір'я, доцільно припустити, що ця ознака була поширена серед усіх дромеозаврів. Малоймовірно, що пір'я еволюціонувало більше одного разу, тому припущення про відсутність пір'я у будь-якого дромеозавра, наприклад, у ютараптора, вимагало б позитивних доказів того, що у них його не було. Наявність стрижнів пера у дакотараптора свідчить про те, що навіть великі дромеозаври мали пір'я.

## Палеобіологія

### Соціальна поведінка
У 2001 році Кіркланд та ін. досліджували знахідку аспіранта, який знайшов кістку, що стирчала з 9-тонної викопної брили пісковику у східній частині штату Юта. Було встановлено, що вона містить кістки щонайменше семи особин, включаючи дорослого ютараптора розміром близько 4,8 м, чотирьох молодих особин і дитинча довжиною близько 1 м. Разом зі зграєю ютарапторів були знайдені рештки щонайменше одного можливого ігуанодона. Кіркланд припустив, що зграя ютарапторів намагалася з'їсти знайдене падло або напасти на безпорадну здобич, що загрузла в сипучих пісках, і сама загрузла в них. Невідомо, чи всі особини ютараптора занурилися в болото одночасно, чи їх затягувало по черзі. Скам'янілості можуть додатково розкрити деякі аспекти поведінки ютерозавра, наприклад, чи полював він групами, як це робив дейноніх. Подальше вивчення блоку дозволяє припустити, що кількість решток ютараптора може бути вдвічі більшою, ніж передбачалося раніше.

## Культурне значення
У 2018 році 10-річний учень початкової школи Кеньйон Робертс запропонував, щоб ютараптор став офіційним динозавром штату Юта, і цей акт був схвалений Сенатом. Спочатку ютараптор мав замінити іншого динозавра, алозавра, на посаді офіційної копалини штату, але було вирішено, що ютараптор стане ще одним символом штату. У 2021 році американський політик Стів Еліасон висунув пропозицію про створення державного парку Ютараптор, де було знайдено блок пісковику з копалиною. Вона була схвалена Палатою представників штату.